# Джустиниани, Джакомо
Джакомо Джустиниани (итал. Giacomo Giustiniani; 20 декабря 1769, Рим, Папская область — 24 февраля 1843, там же) — итальянский куриальный кардинал, папский дипломат и доктор обоих прав. Титулярный архиепископ Тира с 14 апреля 1817 по 2 октября 1826. Апостольский нунций в Испании с 14 апреля 1817 по 13 мая 1826. Епископ Имолы, с персональным титулом архиепископа, с 13 мая 1826 по 16 декабря 1832. Префект Священной Конгрегации Индекса с 21 ноября 1834 по 24 февраля 1843. Архипресвитер патриаршей Ватиканской базилики и Секретарь Конгрегации фабрики Святого Петра с 1 июля 1837 по 24 февраля 1843. Камерленго Святой Римской Церкви со 2 октября 1837 по 24 февраля 1843. Камерленго Священной Коллегии кардиналов с 24 января 1842 по 27 января 1843. Кардинал-священник со 2 октября 1826, с титулом церкви Санти-Марчеллино-э-Пьетро с 17 сентября 1827 по 22 ноября 1839. Кардинал-епископ Альбано с 22 ноября 1839.